# Max Charroin
Max Charroin, né le 22 décembre 1924 à Casablanca et mort le 30 mars 2007 à Fronton (Haute-Garonne), est un coureur cycliste français. Il est professionnel de 1950 à 1956.

## Palmarès
- 1947
  - 6e étape du Tour du Portugal
- 1949
  - Championnat du Maroc
  - Grand Prix du CV 19e
- 1950
  - Circuit du Rharb :
    - Classement général
    - 2e étape
- 1952
  - 3e du Grand Prix de l'Écho d'Oran

## Résultats sur les grands tours

### Tour de France
2 participations
- 1950 : abandon (5e étape)
- 1951 : abandon (3e étape)